# Mamutí step

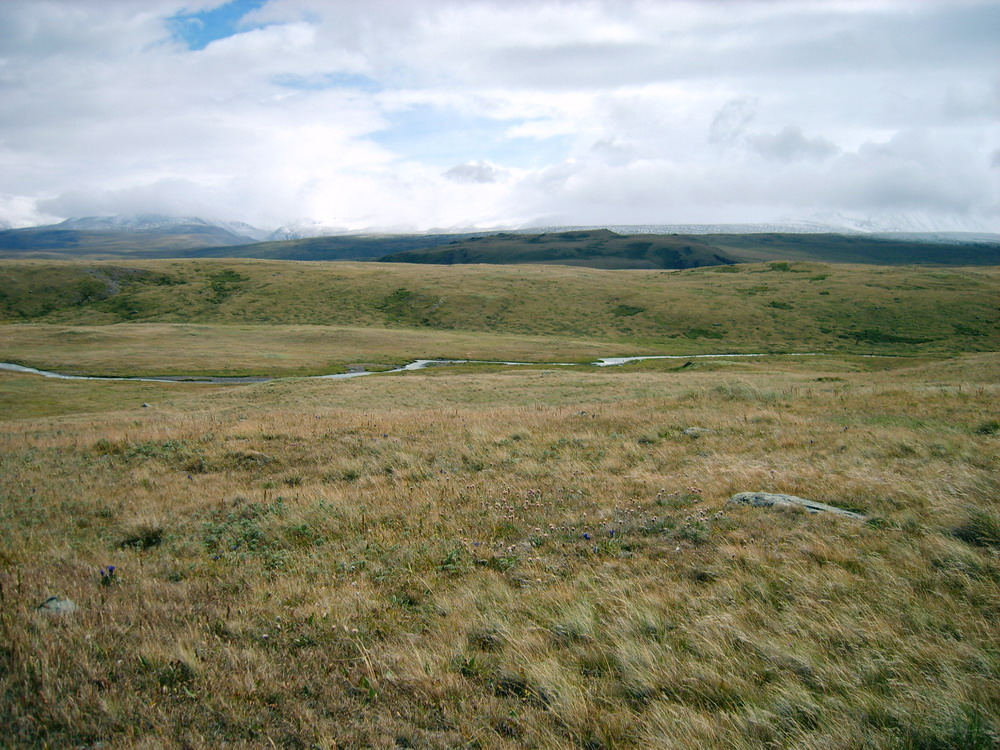
Jeden z posledních zbytků mamutí stepi na úpatí Altaje

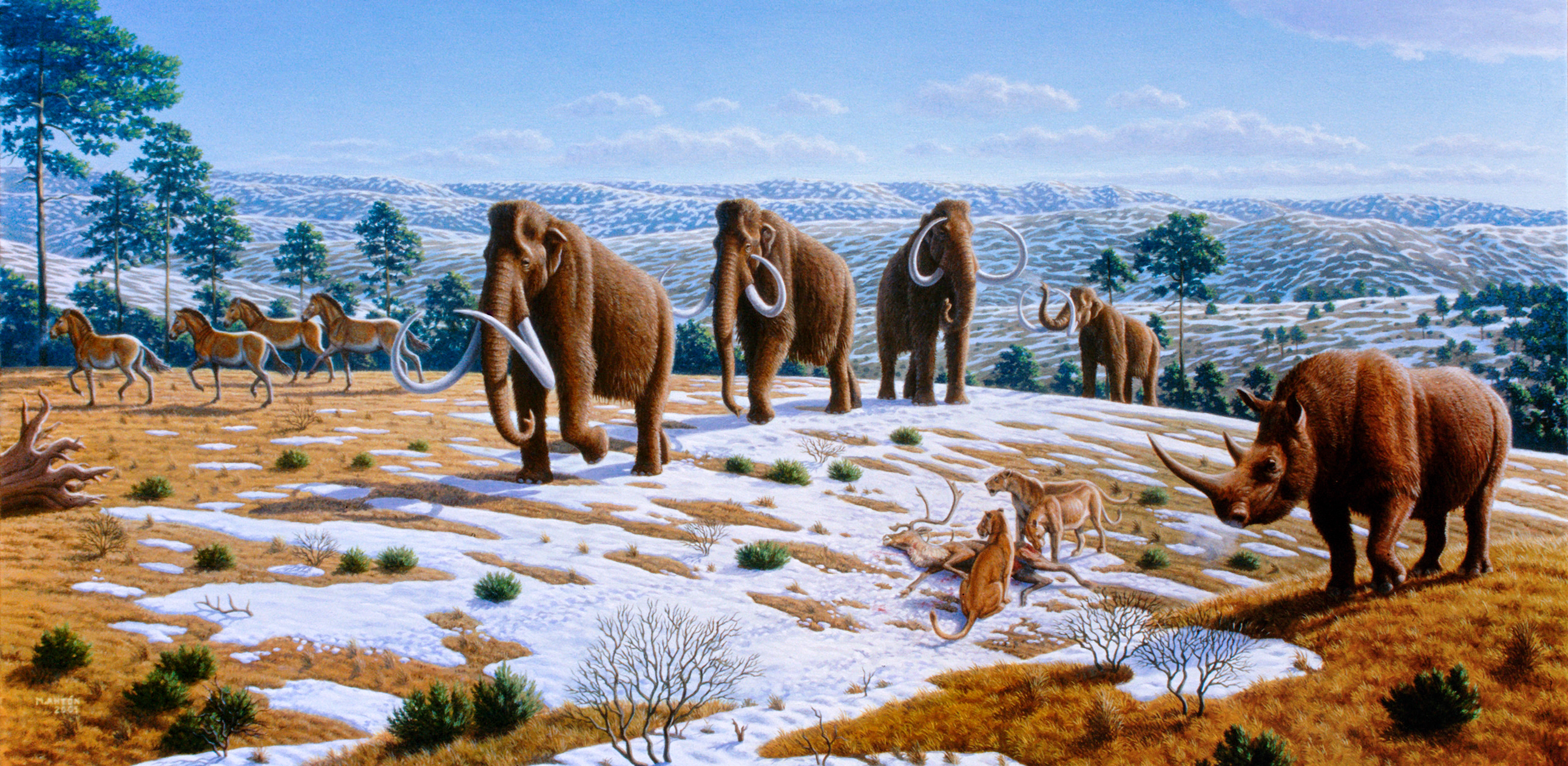
Umělecké ztvárnění pleistocenní mamutí stepi a její megafauny

Mamutí step, též mamutová step, sprašová step nebo stepní tundra, je označení biomu, který se v období pleistocénu rozkládal se na značné ploše Eurasie a Severní Ameriky. Mamutí step se vyznačovala chladným a suchým klimatem. Vegetace se oproti jižněji položeným stepím dnešního charakteru vyznačovala větší pestrostí nízkých travních a bylinných společenstev. Krajina měla parkovitý ráz s roztroušenými dřevinami, jejichž expanzi svou činností zabraňovala stáda velkých býložravců v čele s mamuty (Mammuthus).
S koncem poslední doby ledové před asi 12 tisíci lety nahradila mamutí step v jižnějších částech dnešní tajga a v severnějších tundra. Expanze těchto biomů byla způsobena výrazným oteplením a zvýšením zimního srážkového úhrnu a tím i půdní vlhkosti. Savčí megafauna nedokázala na náhlou změnu prostředí dostatečně rychle zareagovat a v postupně se zmenšujících areálech se jí pravděpodobně stal osudným nedostatek potravy v zimním období způsobený vyšší sněhovou pokrývkou, svou roli tu ovšem mohl sehrát také člověk (viz Vymírání v pleistocénu).
Moderní paleoekologické studie pokládají za pozůstatek mamutí stepi jihovýchodní část sibiřského pohoří Altaj, kde se zachovala nízká travní a bylinná vegetace doprovázená suchým a chladným podnebím. O obnovu krajiny mamutí stepi na 16 km2 zároveň usiluje vědecký projekt na východně Sibiře skrze tzv. pleistocenní park.